# Гришина (приток Чичкаюла)
Гришина — река в Томской области России, левый приток Чичкаюла. Устье реки находится в 238 км от устья Чичкаюла по левому берегу. Протяжённость реки 52 км. Высота устья 115 м.

## Притоки
- 27 км: Соватова (пр)
- 39 км: Колбиха (лв)

## Данные водного реестра
По данным государственного водного реестра России относится к Верхнеобскому бассейновому округу, водохозяйственный участок реки — Чулым от водомерного поста села Зырянское до устья, речной подбассейн реки — Чулым. Речной бассейн реки — (Верхняя) Обь до впадения Иртыша.
Код водного объекта — 13010400312115200021612.